# Elaphoglossum acrocarpum
Elaphoglossum acrocarpum är en träjonväxtart som först beskrevs av Carl Friedrich Philipp von Martius, och fick sitt nu gällande namn av Thomas Moore. Elaphoglossum acrocarpum ingår i släktet Elaphoglossum och familjen Dryopteridaceae. Inga underarter finns listade.